# Peggy Herbison
Margaret „Peggy“ McCrorie Herbison (* 11. März 1907 in Shotts, Lanarkshire, Schottland; † 29. Dezember 1996 in Lanark, South Lanarkshire, Schottland) war eine britische Politikerin der Labour Party, die zwischen 1945 und 1970 Mitglied des Unterhauses (House of Commons) sowie mehrmals Ministerin war.

## Leben
Margaret „Peggy“ McCrorie Herbison, Tochter des Bergarbeiters John Herbison und Maria Jane McCrorie, begann nach dem Besuch der Dykehead Primary School und der Bellshill Academy ein Studium der Anglistik an der University of Glasgow, das sie 1928 mit Auszeichnung mit einem Master of Arts (M. A. Honours) abschloss. Im Anschluss arbeitete sie als Lehrerin. Nach Kriegsende wurde sie für die Labour Party bei der Wahl vom 5. Juli 1945 erstmals zum Mitglied des Unterhauses (House of Commons) gewählt und vertrat dort den Wahlkreis Lanarkshire Northern beziehungsweise ab der Wahl vom 23. Februar 1950 bis zum 18. Juni 1970 den Wahlkreis Lanarkshire North. Bei ihrer ersten Wahl konnte sie sich gegen den langjährigen Abgeordneten der Conservative Party und Minister William Anstruther-Gray durchsetzen. 1948 wurde sie Mitglied des Nationalen Exekutivkomitees NEC (National Executive Committee) der Labour Party und war im Kabinett Attlee II zwischen dem 2. März 1950 und dem 26. Oktober 1951 Unterstaatssekretärin im Schottlandministerium (Under-Secretary of State for Scotland), eine Funktion, die zu der Zeit auch Tom Fraser und John James Robertson bekleideten.
1956 löste Peggy Herbison Edwin Gooch als Vorsitzende des Nationalen Exekutivkomitees der Labour Party ab und verblieb in dieser Funktion des Geschäftsführenden Parteivorsitzenden, bis sie 1957 von Tom Driberg abgelöst wurde. Nach dem Sieg der Labour Party bei der Unterhauswahl vom 15. Oktober 1964 wurde sie am 18. Oktober 1964 Ministerin für Pensionen und Nationalversicherung (Minister of Pensions and National Insurance) im Kabinett Wilson I und bekleidete diese Funktion bis zur Umbenennung in Ministerin für soziale Sicherheit (Minister of Social Security) am 6. August 1966. Am 21. Oktober 1964 wurde sie zum Mitglied des Geheimen Kronrates (Privy Council) berufen. Daraufhin übernahm sie am 6. August 1966 das neu geschaffene Amt als Ministerin für soziale Sicherheit (Minister of Social Security), das sie bis zu ihrer Ablösung durch Judith Hart am 26. Juli 1967 innehatte.
Nach ihrem Ausscheiden aus dem Unterhaus engagierte sich Peggy Herbison in der Church of Scotland und wurde 1970 als erste Frau nach Königin Elisabeth II. als ihre unmittelbare Vorgängerin zum Lord High Commissioner to the General Assembly of the Church of Scotland gewählt und bekleidete dieses Amt bis zu ihrer Ablösung durch Ronald Colville, 2. Baron Clydesmuir 1971. 1970 verlieh ihr die University of Glasgow zudem einen Ehrendoktor der Rechtswissenschaften (Honorary LL.D.). Am 10. Dezember 1974 wurde sie des Weiteren Mitglied einer Königlichen Kommission unter dem Vorsitz von Cyril Salmon, Baron Salmon, die sich mit der Untersuchung von Korruption in zentralen Regierungs- und Kommunalbehörden sowie in der sonstigen öffentlichen Verwaltung befasste.